# 426

## Decese
- dată necunoscută: Patroclus  (n. ?)